# Federica Squarcini
Federica Squarcini (ur. 24 września 2000 w Pontederze) – włoska siatkarka, grająca na pozycji środkowej. 

## Sukcesy klubowe
Puchar CEV:
- 2021, 2025[6]

Superpuchar Włoch:
- 2022[7], 2023[8]

Klubowe Mistrzostwa Świata:
- 2022[9]

Puchar Włoch:
- 2023[10], 2024[11]

Mistrzostwo Włoch:
- 2023[12], 2024[13]

Liga Mistrzyń:
- 2024[14]

## Sukcesy reprezentacyjne
Mistrzostwa Świata Juniorek:
- 2019